# Böjtelő
Böjtelő a farsangi időszak utolsó 17 napjára terjed ki. Első napját hetvenedvasárnapnak nevezik, majd a következő két vasárnap neve hatvanadvasárnap és ötvenedvasárnap. Az utóbbit követő héten ünneplik hamvazószerdát, mellyel kezdetét veszi a nagyböjti időszak.
Február hónapot a népi kalendárium böjtelő havának nevezi.